# Vlag van Zottegem
De vlag van Zottegem werd door de gemeenteraad op 14 maart 1990 officieel vastgesteld als de gemeentelijke vlag van de Oost-Vlaamse gemeente Zottegem. Op 9 oktober 1990 werd hij door het Bestuur van Vlaanderen bevestigd en uiteindelijk gepubliceerd op 25 september 1991 in het officiële Belgisch Staatsblad.
Officieel wordt de vlag beschreven als:
Blauw met een gele leeuw
De vlag is volledig gebaseerd op het gemeentewapen en ziet er dus helemaal hetzelfde uit. De leeuw zijn ontleend uit de Vlaamse vlag.

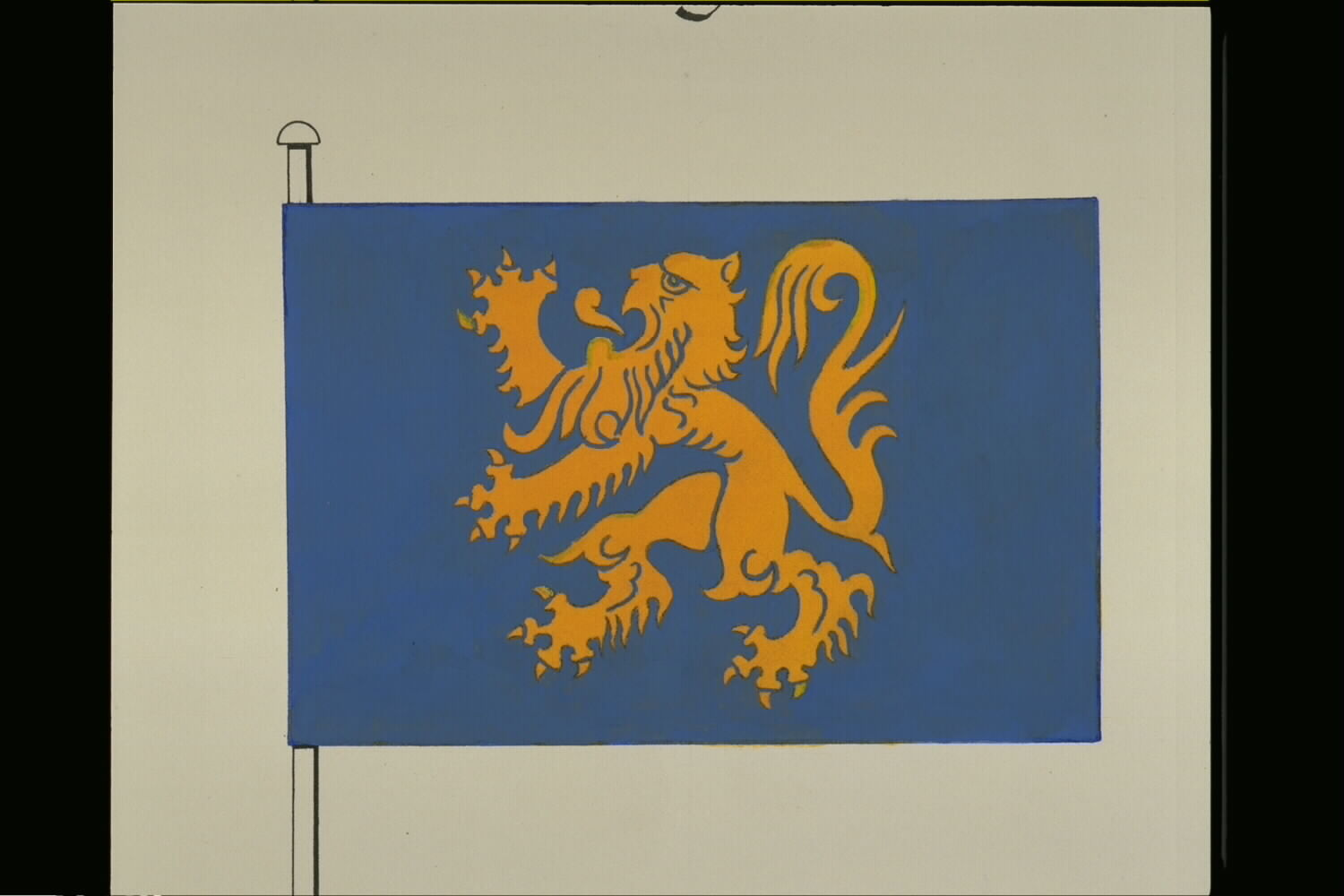
Officiële tekening van de vlag
Vlag van Vlaanderen